# ソロヴィヨーフ D-25

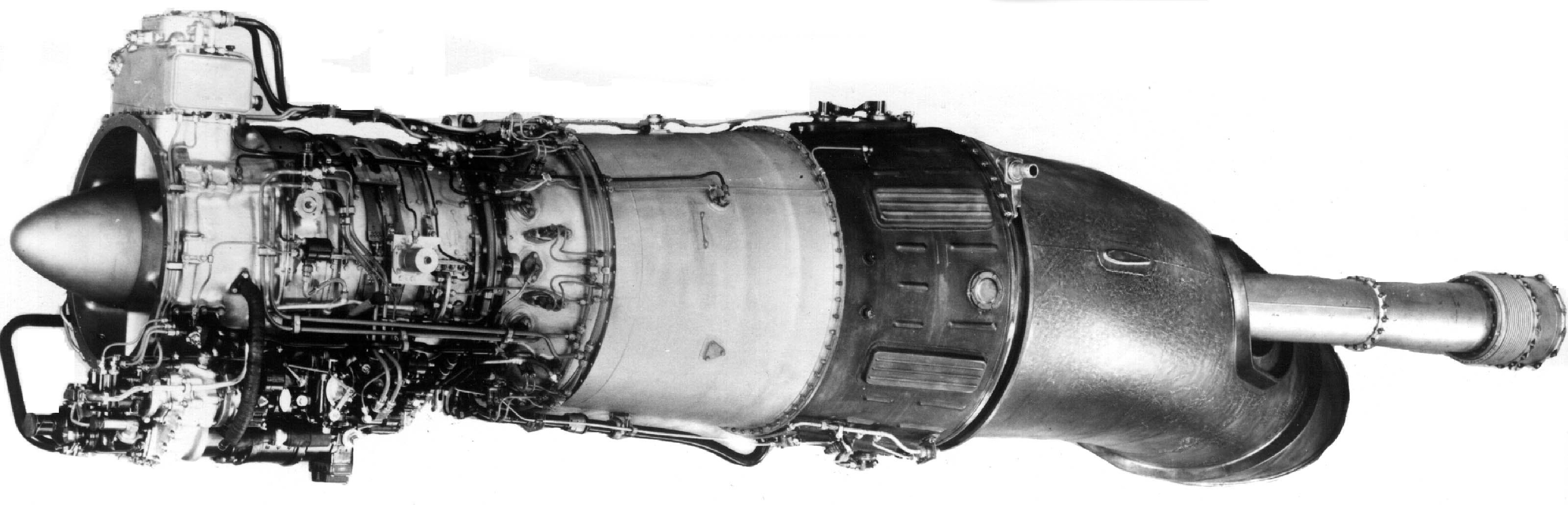
ソロヴィヨーフ D-25

ソロヴィヨーフD-25V（Soloviev D-25V ）は、ソロヴィヨーフが製造したヘリコプター用のターボシャフトエンジンである。旧ソビエトの大型ヘリコプターに使用された。
Vはヘリコプター用のvertoletny（ロシア語: Вертолетный）を意味する。1960年5月より生産開始。

## 型式
D-25V
標準型
D-25VF
0段圧縮機を追加し出力を6,500 hp (4,847 kW)に増加したタイプ。
D-25VK
Ka-22向けに開発されたタイプ。出力5,500 hp (4,101 kW)。

## 仕様（D-25V）
一般的特性
- 形式: ターボシャフト
- 全長:
- 直径:
- 乾燥重量: 1,325 kg（ギアボックスを含めると3,200 kg）

構成要素
- 圧縮機: 9段軸流圧縮機
- 燃焼器: カミュラ型12室
- タービン: 1段圧縮機タービン、2段パワータービン

性能
- 出力: 5,500馬力
- 出力重量比:

出典: Gunston.

## 搭載機
- Mi-6 ヘリコプター
- Mi-10 ヘリコプター
- Mi-10K "フライング クレーン" ヘリコプター
- Mi-12 ヘリコプター
- Ka-22